# Salvamento acuático
Salvamento acuático es el conjunto de conocimientos, normas y destrezas empleados para la efectiva vigilancia, protección y atención de las personas que acuden a las diferentes áreas acuáticas de deporte y recreación de uso público, y que pueden caer en una situación de peligro que amenace su vida. También se puede utilizar para los casos de inundaciones.
En Canadá , cualquier organismo de tamaño significativo de agua, ya sea en pleno verano o en invierno, se considera agua fría. A pesar de que varios organismos responden a este tipo de rescates, incluyendo la policía , bomberos y servicios médicos de emergencia , sus funciones, responsabilidades y nivel de formación de un rescate tan técnica son bastante diferentes. Como tal, una de las mejores prácticas será identificar y adoptar estándares de la industria que incluyen formación y equipos específicos. Esto apoya la opinión de que cualquier persona que entra en el agua con el propósito de rescate debe estar capacitado para el nivel de un técnico de rescate. [1]
El personal directamente relacionado con el apoyo deben estar calificados para un mínimo de un nivel de operaciones, mientras que todos los demás que trabajan en y alrededor de la escena debe contener un mínimo de un título de la conciencia.
Al igual que con cualquier disciplina de rescate, el conocimiento y la habilidad que se requiere para llevar a cabo un rescate no está perfectamente embalados. Por ejemplo, en el desempeño de un rescate en el agua de superficie, un equipo de rescate puede utilizar muchas habilidades que incluyen técnicas de búsqueda, cuerda de trabajo y el aparejo, la atención al paciente de emergencia, y un conocimiento funcional del espacio confinado, agua rápida, y la recuperación de buceo. Por lo tanto, un equipo de rescate efectiva se entrenó con múltiples disciplinas técnicas.
En Canadá, el estándar para el rescate profesional es la Asociación Nacional de Protección contra Incendios (NFPA 1006). Este estándar es utilizado por el servicio de bomberos y otras agencias de rescate de servicio público profesional. El acceso y Rescate de Canadá ofrece programas compatible con un instructor de formación de la NFPA a estas agencias de servicios públicos.

El salvamento acuático consta de tres aspectos, que son:
1. Seguridad acuática: son las normas y regulaciones de seguridad; visibles o no; que procuran que la conducta de los usuarios de determinada área de baño se manejen acorde a las mismas.
2. Salvamento preventivo: es la acción de anticipar las situaciones de riesgo para mitigar su ocurrencia, basándose en las normas, o utilizando llamados de atención con letreros o señales.
3. Rescate acuático: en el peor de los casos, es la acción de entrar al agua en medio de situación de riesgo, acercarse a la(s) persona(s) en condición de peligro, tomarla(s) apropiadamente y estabilizarlas, sacarla(s) del medio acuático y brindarle(s) los primeros auxilios de emergencia, hasta que llegue la asistencia médica o pueda ser trasladada a un centro hospitalario de atención.

Todo esto forma parte del trabajo de los guardavidas.

## Historia del salvamento acuático

### Introducción
El ser humano actualmente no es concebido para el agua. Tanto así es, que su diseño ha logrado total adaptación en el mundo que habita hasta hacerse completamente terrestre y aerobio, pero aún encuentra en el ambiente acuático tal fascinación hasta el punto de entender este medio y desarrollar las habilidades corporales necesarias para estar en él sin sentir miedo o vulnerabilidad.
El salvamento acuático no es más que otro lado de esa titánica lucha del hombre por el control de los elementos naturales. Cada paso de este acontecer humano se nutre de ensayos y errores, que en muchos casos incluyen la pérdida de vidas humanas. Ante todo y lentamente con el correr del tiempo nuestra voluntad pero más que todo nuestro ingenio como especie, ambas impulsadas por la necesidad, han ido desentrañando los enigmas de las diversas técnicas, perfeccionándolas con cada nuevo día.
El deseo de mejorarnos continuamente ha permitido por generaciones a nuestra infatigable creatividad dotarse de los elementos necesarios hasta lograr un dominio casi total al momento de salvar vidas en un entorno natural al que por patrón biológico, no pertenecemos: el agua.
Para realizar una descripción profunda sobre métodos e iniciativas del hombre para sobrevivir y ampliar sus posibilidades en el medio acuático, así como el desarrollo de las técnicas de nado, deberíamos abarcar desde los períodos prehistórico, faraónico, bíblico, antiguo, medieval, napoleónico hasta la era contemporánea, donde se producen en el mundo los primeros intentos por desarrollar, reglamentar, publicar y difundir masivamente técnicas de seguridad, pero más que todo de salvamento acuático para ser usadas por cualquier nadador o neófito en trance difícil.

### sigloXVIII
Con las ayudas modernas de navegación y los barcos altamente impulsados de hoy día, los naufragios son relativamente nada comunes, pero antes de estos avances, las naves de vela navegaban con brújula, sextante y educadas suposiciones. Estaban siempre a merced de la naturaleza. Las tormentas y el clima inclemente, particularmente en invierno traían tragedias todo el tiempo a las naves que se encontraban a lo largo de las líneas costeras. Cuando esto ocurría, pocas personas sabían nadar y las algunas veces heladas aguas eran inmisericordes para aún el más experimentado nadador.
Los primeros datos de historia del salvamento organizado en el mundo hacen referencia de la Asociación Chinkiang de China para el Salvamento de Vidas, la cual fue establecida en 1708 para rescatar marineros en problemas. Esto finalmente involucró estaciones de salvamento especialmente diseñadas con personal y botes de rescates. Otras organizaciones similares fueron establecidas a comienzos o finales de 1700.
Tuvo otro de sus primeros pasos en 1767 cuando en Ámsterdam, Holanda se funda la Sociedad para Rescatar personas Ahogadas (Maatschappij tot Redding van Drenkelingen), cuyo propósito era tratar de recobrar a las víctimas aplicándoles los primeros auxilios, sin embargo esto se hacía por métodos empíricos.
Casi un siglo antes del nacimiento de la Cruz Roja Internacional a inicios de 1860, en 1774 la Real Sociedad Humanitaria de Londres ya indicaba el uso de técnicas de salvamento a lo largo del canal inglés. Se difundían entonces los primeros impresos con recomendaciones, más que todo en países de avanzada. La conferencia de la Cruz Roja en 1863 se había fijado un solo objetivo: atender a los heridos en combate.
En los Estados Unidos se funda en 1786 la Sociedad Humana de Massachusetts, con la finalidad de brindarle al bañista una mayor seguridad con la colocación de letreros que brindaban información para la utilización de los equipos de rescate provistos por la sociedad para atender las emergencias. También construyeron casas para refugiar a los sobrevivientes de los naufragios en sus costas. Para mediados de 1800 contaba con 18 estaciones con botes y equipo de lanzamiento de cuerdas.

### sigloXIX
El Dr. William A. Newall fue testigo en 1839 de un naufragio cerca de Long Beach, Nueva Jersey y vio como 13 personas se ahogaban tratando de nadar 300 yardas hacia lo seguro. Él recuerda esta tragedia y después, como Congresista del Estado de New Jersey, ayudó a persuadir al gobierno de involucrarse en el salvamento. En 1848 el Congreso pasó el Acto Newell y asignó 10 mil dólares para ser usados para construir y equipar ocho estaciones de botes a lo largo de la costa del estado entre Sandy Hook y el Puerto Little Egg.
Las actividades organizadas de salvamento acuático internacional datan de 1878 cuando el Primer Congreso Mundial de Salvamento Acuático fue auspiciado en Marsella, una ciudad del sur de Francia. Desde entonces, por décadas, en cada nación independiente, ha habido muchos logros destacados en salvamento acuático. Debido a esto, la necesidad por un foro internacional para intercambiar ideas fue pronto reconocida.
En 1890, bajo la dirección del Comodoro Longfellow, se funda en Nueva York el Cuerpo de Salvavidas Voluntario de los Estados Unidos. De aquí, se organizan otros capítulos de la misma en otros estados del país. Los objetivos principales de esta organización fueron: Rescate de ahogados, Auxilio a los lesionados, Proteger al público y la Enseñanza de la natación.
El 3 de enero de 1891, los ingleses William Henry y Archibold Sinclair reconocen la necesidad de desarrollar y enseñar salvamento, uniendo esfuerzos para fundar la Real Sociedad de Salvamento con el propósito de complementar el trabajo de la Real Sociedad Humanitaria para combatir la alta tasa de ahogamientos, y la organización publica su primer manual de instrucción. Las técnicas avocadas por la Sociedad fueron adoptadas pronto por muchos países. La primera filial australiana fue organizada por pequeños grupos de voluntarios en 1894 para servir como salvavidas en las playas de Sídney (Australia).
Canadá también en 1894 vio llegar al salvamento acuático cuando Arthur Lewis Cochrane emigró a esta tierra trayéndoles las habilidades de salvamento que aprendió en Inglaterra, pero fue en 1896 que se las transmitió a los estudiantes del Colegio Superior de Canadá en Toronto (Ontario).

### sigloXX

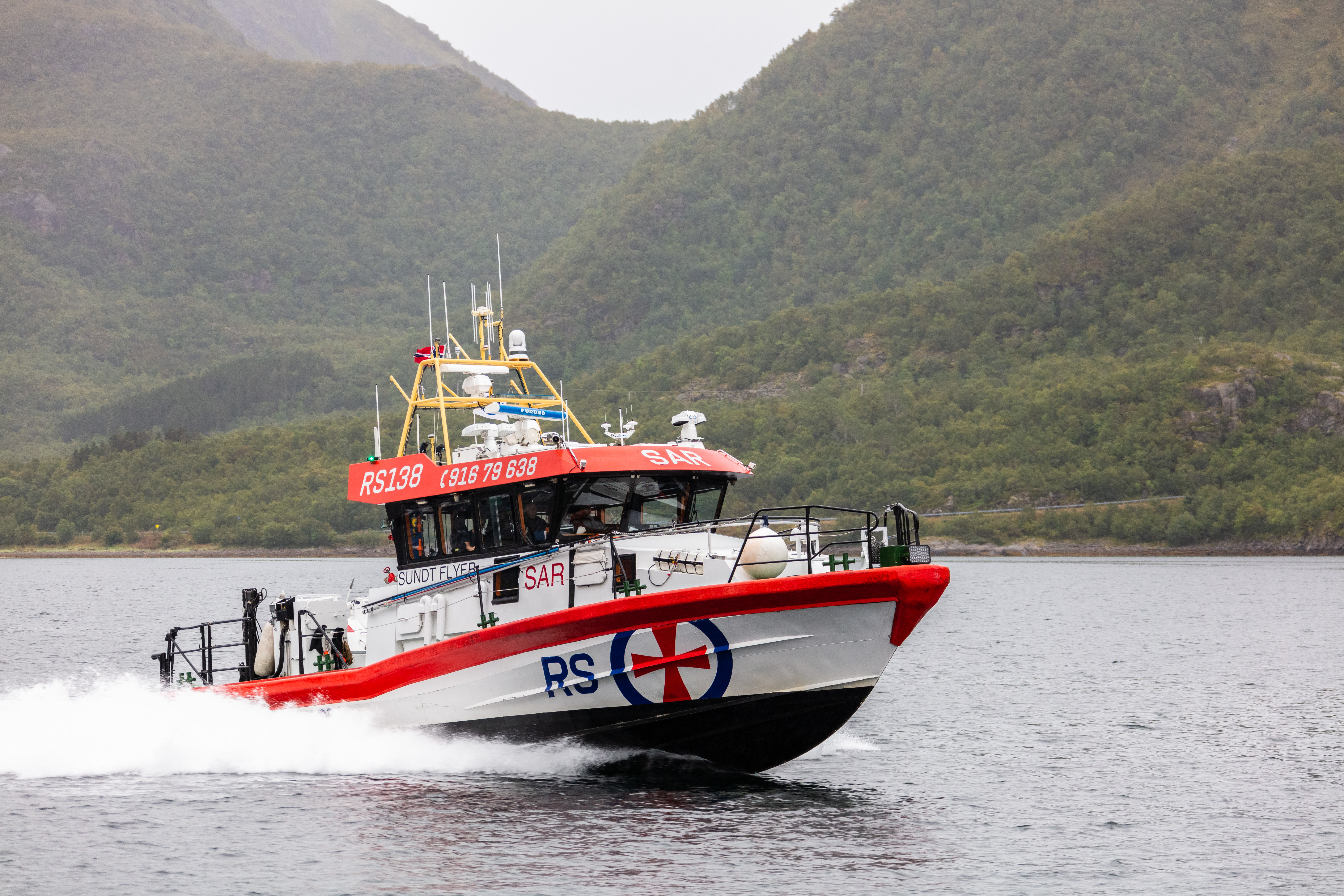
Lancha de rescate noruega para el salvamento marítimo.

El 13 de abril de 1907, en la piscina del Club Barcace fue realizada la primera demostración pública de salvamento en la República Argentina. Posteriormente, en la VII Conferencia Internacional de Cruz Roja de Londres de mayo de 1907, los argentinos Villalta y Logui presentan la propuesta de crear una Escuela de Salvamento en la Argentina. No fue hasta 1928 que comenzó a funcionar el primer puesto en el Balneario Los Angeles, en Olivos.
En el año de 1909, se inicia un plan nacional en los Estados Unidos incluyendo Canadá, auspiciado por la ACJ, que promovía las técnicas de seguridad acuática dirigidas por George Corsan, Hebdem Corsan (su hijo) y Fred Gallis; logrando un éxito tan grande que en el lapso de nueve años (1909 – 1917), 376.000 personas fueron enseñadas a nadar, alcanzando un gran prestigio internacional, dicha organización, en los aspectos de seguridad acuática.
La Federation Internationale de Sauvetage Aquatique (FIS) fue fundada en 1910 en Saint-Ouen, una pequeña ciudad cerca de París, en Francia. Entre los países fundadores estaban: Bélgica, Dinamarca, Francia, Gran Bretaña, Luxemburgo, Suiza y Túnez. Para 1914, la Federación estaba representada por más de 30 organizaciones nacionales, en calidad de miembros plenos. Fue establecida para promover los objetivos del salvamento acuático en aguas controladas y con oleaje alrededor del mundo
El Comodoro Longfellow es solicitado por la Cruz Roja Americana, en 1914, para que organice y dirija los programas de natación, seguridad y salvamento acuático en todo el país. Por medio de los cuales se establece el Servicio de Salvavidas de la Cruz Roja Americana y el Programa Juvenil de Salvavidas.
En diciembre de 1924, un sistema dual de salvamento fue establecido siendo la Surf Lifesaving Australia la responsable por las playas y la Royal Lifesaving Society Australia por las otras áreas acuáticas.
En 1925 se funda en Valparaíso, primer puerto de la República de Chile el Cuerpo de Voluntarios de los Botes Salvavidas de Valparaíso, corporación privada sin fines de lucros, institución genuinamente porteña cuya misión primordial es Salvaguardar la vida humana en el mar, coopera con todo su esfuerzo a la autoridad Marítima, día a día renueva sus postulados de acudir en ayuda a la gente de mar, especialmente de aquellos que están en peligro, o prestar la ayuda necesaria en las diferentes actividades y faenas marítimas, los Voluntarios mantienen el alto espíritu de servicio y sacrificio, que han caracterizado a las distintas generaciones.
El Cuerpo de Voluntarios de los Botes Salvavidas de Valparaíso fue fundado el 15 de abril de 1925 por un grupo de hombres de puerto de las más diversas actividades encabezados por el Capitán de altamar de origen danés don Oluf Christiansen Lund. Está constituido solo por Voluntarios y acude con prontitud en cualquier condición de tiempo al llamado de auxilio de cualquier embarcación que le sorprenda el mal tiempo o sufra alguna avería, transporta víveres a las naves que lo requieran, especialmente en los días de mal tiempo, durante la época estival presta apoyo de seguridad y resguardo en los balnearios y playas de la zona, también se concurre al rescate de heridos en los acantilados, para lo cual en ocasiones efectúa trabajos en conjunto con Bomberos y/o Carabineros, en las competencias náuticas, también es importante el apoyo de resguardo y seguridad que presta el Bote Salvavidas.
Para el cumplimiento de estas faenas cuenta con Voluntarios capacitados y entrenados, quienes forman tripulaciones para embarcarse en las naves de salvamento, interesándose valientemente en el mar, ya sea de día o en las oscuras y tormentosas noches de invierno para ir en ayuda de quien lo necesita.
El Bote Salvavidas, como es conocido comúnmente la Institución , cuenta con dos embarcaciones mayores.
- B.S. 06 “Guardián Brito”
- B.S. 07 “Capitán Eduardo Simpson”

Y dos embarcaciones menores de casco semirrígido, modelo Atlantic 21, equipados con motores fuera de borda.
El libro bitácora del Bote Salvavidas registra a lo largo de sus años cientos de vidas salvadas de morir ahogadas o rescatadas del eminente peligro y su labor ha sido reconocida por Autoridades, Instituciones y la comunidad en general, quedando demostrado en la cantidad de pergaminos, diplomas y galvanos que así lo señalan.
El Bote Salvavidas cuenta con una organización jerarquizada y con roles bien diferenciados, está dirigido por el Directorio que dirige todas las actividades de conformidad a los estatutos y reglamentos, cuenta con las atribuciones, producto de la importancia que tiene su gestión dentro de la institución y sus integrantes se renuevan anualmente.
El año 1957 el presidente de la República don Carlos Ibáñez del Campo a través del Ministerio de Bienes Nacionales cede el refugio marítimo del muelle Prat y que antiguamente era utilizado como refugio para las dotaciones de los buques de escuadra fondeadas en la bahía y desde el año 1963 se ha ocupado como cuartel institucional, lugar en el cual los Voluntarios reciben capacitación necesaria, comparten en franca camaradería, pernoctan en los acuartelamientos especialmente en las noches de temporal, allí también se encuentran las oficinas administrativas de la Institución.
El Cuerpo de Voluntarios de los Botes Salvavidas de Valparaíso es Miembro de ILF (Internacional Lifeboat Institution), organización mundial que reúne a todos los Botes Salvavidas existentes.
1938 vio nacer en los Estados Unidos el Programa Nacional Acuático de Salvavidas. Más adelante, en 1951 se forma el Concilio Nacional para la Cooperación en Formación Acuática. Posteriormente, en 1966 se inicia la Asociación Nacional de Salvavidas y Olas.
En Panamá, este movimiento comenzó en la década de 1940 cuando Adán Gordón, el olímpico solitario, y Pedro Almillátegui, dan inicio a un equipo de salvavidas en la Ciudad de Panamá. Comenzaron enseñando empíricamente a los jóvenes del Club Deportivo Santo Domingo.
Posteriormente en 1963 cuando se inicia la Brigada de Salvavidas Voluntarios de la Cruz Roja Panameña siendo director de la misma el Prof. Alcides Bernal, que un año antes había sido certificado por la Cruz Roja Americana como salvavidas y luego como instructor. Junio de 1972 vio nacer la Escuela Piloto del Cuerpo de Socorristas de la Cruz Roja Panameña que dentro de su preparación como tales está incluido el entrenamiento en seguridad y salvamento acuático, aun vigentes.
Santiago de Chile dio sus primeros pasos formando al primer grupo de salvavidas en 1964 gracias a la participación de algunos profesores de educación física e instructores de natación, los cuales acudieron a los conocimientos desarrollados por los alemanes, franceses, italianos y norteamericanos, también recopilando información a través de la ACJ y dándole mayor énfasis a la preparación en primeros auxilios.
El 24 de marzo de 1971 la World Life Saving (WLS) fue fundada en Cronulla, Nueva Gales del Sur, Australia. La constitución entró en efecto el 14 de junio de 1987 con el acuerdo formal entre los países fundadores: Australia, Gran Bretaña, Nueva Zelanda, Sudáfrica y los Estados Unidos. Para 1994, estaba representada por más de 20 organizaciones nacionales, en calidad de miembros plenos.
En 1974 la Cruz Roja Americana desarrolló el Programa Avanzado de Salvavidas. Para 1979 se establece la Asociación de Salvamento de Estados Unidos (USLA), y desde entonces esta organización ha ido evolucionando hasta ser la principal propulsora del salvamento acuático en su país.
El 24 de febrero de 1993, de los objetivos comunes de la FIS y la WLS emergió un nuevo y más grande cuerpo internacional de salvamento. La Federación Internacional de Salvamento Acuático fue constituida oficialmente por su Asamblea General en Cardiff, Gales, Reino Unido el 3 de septiembre de 1994. Al mismo tiempo, la FIS y la WLS fueron disueltas automáticamente.
La Asociación de Guardavidas de Panamá surge en enero de 1999 para dar atención a los problemas del salvamento acuático y los Guardavidas, que nadie más se preocupaba por atender. Teniendo como propósito la modernización, fortalecimiento y promoción de esta actividad en este pequeño país.
El 15 de marzo de 2007 nace la International Lifeguard Society, con importantes objetivos como especializar e internacionalizar de forma efectiva las técnicas y conocimientos de los profesionales del salvamento acuático a nivel mundial, o elevar el nivel de capacitación para que los titulados puedan ejercer un mayor número de técnicas sanitarias.
Los últimos grandes avances sobre la profesión, se concretaron en Ámsterdam, Holanda en junio del 2002 y en Oporto, Portugal en septiembre de 2007 cuando se celebró el Congreso Mundial sobre Ahogamiento "Drowning 2002" y la Conferencia Mundial de Seguridad Acuática. Evento cumbre, donde expertos de los países miembro de la Federación Internacional de Salvamento y otras organizaciones clasificaron el tema por grupos y contenidas más significativos, para la estandarización en conceptos y destrezas.

## Estilos de natación en el salvamento acuático
Dentro del salvamento acuático, en el momento de hacer una asistencia o rescate en el agua, se utilizan varios estilos de natación para poder aproximarse a las víctimas y las técnicas elementales de nado requieren de ciertas variaciones para no perder de vista a la misma. Estos estilos son:
- Crawl socorrista: Tiene dos mecanismos: Libre con la cabeza fuera del agua, siempre y cuando las condiciones lo permitan, de forma que no se pierda el contacto visual con la víctima, podrá utilizarse el estilo libre con cabeza fuera del agua alternado, donde se oculta la cabeza y se saca cada par de brazadas.

- Braza socorrista: En este estilo se coge a la víctima desde el brazo y se coloca este en su nuca para poder sostenerla y sacarla de agua.

- Estilo de lado o Tijera o Marinera (over en inglés): Es utilizado para remolcar a las víctimas hacia la orilla más cercana.

## Estilos de remolque de las víctimas
Sin material:
- Remolque por las axilas: Se coloca a la víctima boca arriba, encima del vientre del socorrista que agarra sus axilas con ambas manos, impulsándose hacia la orilla haciendo el mismo movimiento de piernas que en el estilo braza, pero boca arriba. La víctima ha de estar consciente.

- Remolque nuca: Para víctimas inconscientes, el socorrista cogerá la base del cráneo con una mano (supinación) y con el brazo que le queda libre podrá ayudarse para sacar a la víctima fuera del agua mientras da patada de braza o lateral (siempre teniendo las vías aéreas de la persona inconsciente por fuera del agua). Para este tipo de remolque se necesita tener bastante fuerza en los brazos.

- Remolque con una mano: Con la víctima boca arriba, el socorrista sujetará su mandíbula con una mano, de manera que un brazo de la víctima quede envuelto por el del socorrista. Es decir, el brazo del socorrista pasará por la axila de la víctima y le sujetará la mandíbula, así dispondrá de un brazo para nadar más rápido hacia la orilla más cercana. Es imprescindible que la víctima esté consciente y que no haya sufrido ningún golpe, ya que podría sufrir alguna lesión cervical.

- Remolque de víctima con lesión cervical: Este tipo de remolque es el más complicado si no se dispone de material, ya que el socorrista debe formar un collarín a la víctima con sus manos. Se efectúa cuando la causa del ahogamiento sea un golpe fuerte que haya podido causar alguna lesión cervical y, seguramente, la inconsciencia. El socorrista deberá situar ambas manos alrededor del cuello, una en la mandíbula y la otra en la base del cráneo, y pegará sus antebrazos a su cuerpo, alineados con la columna vertebral. De manera que el socorrista deberá nadar de lado, procurando siempre que no se desalineen sus brazos. Si la víctima se encontraba boca abajo, primero se sujetará de esta forma y, después, el socorrista se sumergirá dentro del agua y girará alrededor del ahogado para ponerlo boca arriba sin realizar movimientos bruscos.

## El equipo del socorrista
El material, equipamiento y equipo del socorrista es aquel que le permitirá desarrollar su labor con mayor eficiencia, reduciendo los tiempos de rescate y los riesgos personales, así como posibilitará el remolcar a la víctima a tierra o aplicarle los primeros auxilios de la forma más segura posible. Entre los materiales más usados se encuentran:

### Material de autoprotección
Se llama materiales universales de protección personal a los que son utilizados por los Socorristas Acuáticos o Terrestres para suministrar primeros auxilios. Estos son guantes desechables (látex, nitrilo, etc.), lentes o antiparras, barbijos, delantales y mascarillas faciales (para suministrar ventilación artificial).

### Material de salvamento, rescate y atención

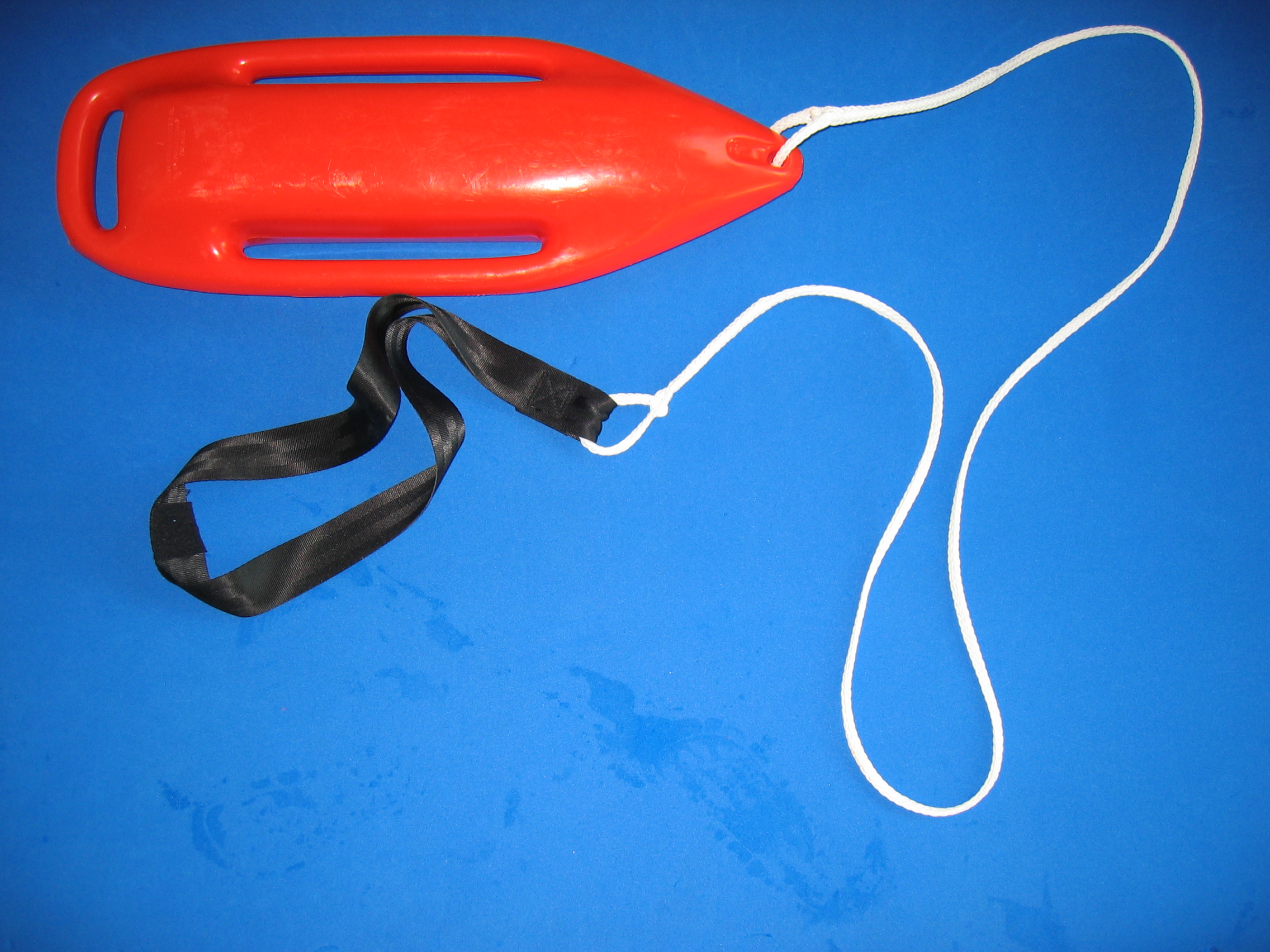
Boya torpedo.

- El aro salvavidas, flotador o rosca (en desuso).
- El tubo o brazo de rescate.
- La lata de rescate (rescue can), boya torpedo (conocida coloquialmente en Argentina como baywatch), o salvavidas tubular.
- La pértiga, percha o vara del pastor.
- Tirantes de salvamento, carretel o malacate.
- Bolsa de rescate.
- La férula espinal o camilla rígida.

Estos materiales de llaman D.F.R. (Dispositivo de Flotabilidad de Rescate). Muchos de estos materiales se pueden usar sin necesidad de entrar al agua, con técnicas específicas que permiten arrojarlos hasta donde se encuentren la víctima, para luego remolcarla.

## Torneos y competencias de socorrismo
Las competencias de socorrismo son el escenario donde estos hacen gala de sus conocimientos, experiencias y destrezas, como profesionales del salvamento acuático y representantes de la institución que los formó, la instalación para la cual trabajan o el grupo al que pertenecen.
En estas competencias se realizan eventos de pruebas de habilidades, resistencia y técnicas de salvamento en los dos ambientes de trabajo del socorrista: aguas controladas (piscinas) y aguas abiertas (playas o lagos).
A nivel europeo, Cruz Roja organiza cada año un torneo donde se miden las destrezas del socorrista acuático, socorrista terrestre, primeros auxilios. Este torneo, llamado FACE (First Aid Convention Europe), se realiza primero a nivel nacional y luego el equipo ganador (compuesto por 6 miembros, uno de ellos socorrista acuático) compite a nivel europeo.

## Pruebas físicas por países
Dependiendo el país, región, comunidad o estado de que se trate, el socorrista deberá pasar una serie de pruebas físicas y teóricas (véase Salvamento y socorrismo), siendo su responsabilidad legal mantenerse en buen estado físico para poder desempeñar correctamente su función de vigilancia y rescate.

### En España
En España uno de los organismos encargados de la organización de competiciones de salvamento y socorrismo es la Real Federación Española de Salvamento y Socorrismo, que organiza anualmente diversos campeonatos, como por ejemplo:
- Campeonato de España de Invierno: Se trata de una competición de pruebas de piscina y se celebra normalmente en piscina corta (25 metros) para las categorías de menores (infantil, cadete) y en piscina larga (50 m) para las categorías de mayores (juvenil, júnior y absoluto).
- Campeonato de España de Verano: Puede tratarse de una competición exclusivamente de pruebas de playa o de pruebas de piscina y de playa. En caso de haber pruebas de piscina éstas se celebran en piscina larga (50 metros) o corta (25 m) dependiendo de las categorías.
- Liga de Clubes: Cuenta con una fase previa, sólo en piscina, que se celebra en cada comunidad autónoma y una fase final de piscina y playa a la que sólo acceden los clubes mejor clasificados en la fase previa.
- Copa de España de piscina: celebrada desde la temporada 2016-17, engloba diferentes competiciones a nivel nacional en categorías de menores y de mayores.

Junto con la Real Federación Española de Salvamento y Socorrismo existen otros organismos públicos y privados encargados de la formación y gestión de los socorristas acuáticos. Siendo los más conocidos a nivel nacional la Cruz Roja Española, la Asociación Española de Socorristas y el grupo GIAAS, grupo de investigación y promoción del socorrismo de la Universidad de La Coruña que está desarrollando una importante divulgación del socorrismo en España y Latinoamérica. Junto a estas instituciones, también existen múltiples empresas de formación así como los TAFAD que también desarrollan un módulo de socorrismo acuático. Con la actualización del TAFAD (LOGSE) al TSEAS (LOE) los nuevos técnicos de enseñanza y animación sociodeportiva ya disponen del perfil profesional de socorrista avalado en todo el territorio español.